# Яго Еррерін
Яго Еррерін (ісп. Iago Herrerín, нар. 25 червня 1988, Більбао) — іспанський футболіст, воротар кіпрського клубу АЕК (Ларнака).

## Ігрова кар'єра
Народився в Більбао, Біскайя. Є вихованцем клубу «Атлетік Більбао». У дорослому футболі дебютував 2006 року виступами за фарм-клуб «Атлетіка» — команду «Басконія» з Терсери, проте вже в січні 2007 року був відданий в оренду «Баракальдо», який виступав у Сегунді Б.
Влітку 2012 року, після завершення оренди, був заявлений за дубль «Атлетіка» — «Більбао Атлетік», який виступав також в Сегунді Б. Відіграв за дублерів клубу з Більбао наступні три сезони своєї ігрової кар'єри. Більшість часу, проведеного у складі «Більбао Атлетіка», був основним голкіпером команди.
В липні 2010 року Ерерін покинув «Атлетік» та підписав контракт зі столичним «Атлетіко». Проте і тут Яго не зміг закріпитись в основному складі і два сезони виступав за резервну команду у тій самій Сегунді Б. 8 січня 2011 року у матчі проти «Хетафе Б» на 72-ій хвилині Яго забив переможний гол (3:2).
Влітку 2012 року Ерерін повернувся в «Атлетік», підписавши з клубом дворічний контракт, втім знову не отримав шансу зіграти за основну команду й одразу ж був відданий в оренду до «Нумансії». 18 серпня дебютував у Сегунді в домашній грі проти хіхонського «Спортінга». Всього за сезон взяв участь в 34 матчах чемпіонату і пропустив 41 гол.
У липні 2013 року Яго підписав новий розширений контракт з «Атлетіком» і був остаточно переведений до основної команди. 23 серпня Ерерін зіграв свій перший матч в Ла Лізі проти «Осасуни», який закінчився перемогою «Атлетіка» з рахунком 2:0. Однак більшість матчів свого першого сезону в Ла Лізі Ерерін провів на лавці запасних, програвши конкуренцію Горці Іраїсосу.

## Титули і досягнення
- Володар Суперкубка Іспанії (2):

«Атлетік»: 2015, 2020